# XSPB 11
XSPB 11, também conhecido como Xuxa só para Baixinhos 11, é o décimo oitavo álbum de vídeo e o trigésimo quarto álbum de estúdio da cantora e apresentadora brasileira Xuxa. Lançado pela Sony Music Brasil em 18 de setembro de 2011, este álbum é o décimo primeiro da coleção Só para Baixinhos e foi produzido por Luiz Cláudio Moreira e Mônica Muniz.

## Lançamento e recepção comercial
XSPB 11 foi lançado em 18 de setembro de 2011, nos formatos DVD, DVD + CD e Blu-ray, com caixas em formato Digipak, consideradas de luxo e feitas de material reciclável. O DVD e o pack DVD + CD acompanhavam dois óculos 3D Anamórficos (lentes azul e vermelha). Para promover o lançamento, Xuxa realizou uma coletiva de imprensa em um parque e plantou árvores.
Este álbum é o terceiro da coleção Só Para Baixinhos pela Sony Music e foi o primeiro DVD 3D produzido no Brasil, incluindo dois videoclipes em 3D no Blu-ray. Com um investimento de US$ 1 milhão, o mais alto da história da Sony para a gravação de um DVD, o XSPB 11 recebeu dois e três discos de platina da Pro-Música Brasil e da Sony Music respectivamente , vendendo 244.000 cópias no total, sendo um dos DVDs mais vendidos de 2011, ocupando o 9º lugar na lista do ano.
As músicas mais conhecidas incluem "Um Novo Lugar", "Da Cor do Amor" e "Além das Estrelas".

## Lista de faixas
| N.º            | Título | Compositor(es)                                                                           | Duração |  |
| 1.             | "Além das Estrelas" | Vanessa Alves Leonardo Sperling                                                          | 3:03    |  |
| 2.             | "Pot-Pourri Brasil: Brasileirinho / O Trem Maluco / Aquarela do Brasil / Janelinha / Cidade Maravilhosa / Sapo Cururu" | D. P. Arranjo e Adaptação: Vanessa Alves Ary Sperling                                    | 3:46    |  |
| 3.             | "Oh, Susanna Não Chores!" (Oh, Susanna! (com Nelson Freitas))                                                          | Foster - Versão: Vanessa Alves e Leonardo Sperling                                       | 3:14    |  |
| 4.             | "Sabonete, Sabão" ((Sabonete e Sabão) com Higino da Cunha e Yuri da Cunha)                                             | Yuri da Cunha                                                                            | 3:49    |  |
| 5.             | "Quem Dorme é o Leão" (The Lion Sleeps Tonight)                                                                        | George Weiss Hugo Peretti Luigi Creatore Linda Solomon Versão: Vanessa Alves             | 3:23    |  |
| 6.             | "Dona Barata" (La Cucaracha)                                                                                           | M Cook J Fatt A Field G Page F Moguel Sr. Versão: Vanessa Alves e Leonardo Sperling      | 2:05    |  |
| 7.             | "Hava Nagila Israel" (Hava Nagila)                                                                                     | Tradicional - Versão: Vanessa Alves e Leonardo Sperling                                  | 2:19    |  |
| 8.             | "Lá Em Cima Está O Tiro-Liro Liro" (Tiro-Liro (cantada por Restart))                                                   | Tradicional - Versão: Vanessa Alves                                                      | 2:53    |  |
| 9.             | "Vamos Lá Funiculì, Funiculá" (Funiculì, Funiculá) (com Família Lima)                                                  | Luigi Denza Versão: Vanessa Alves                                                        | 3:13    |  |
| 10.            | "Cacho de Bananas" (Day-O (The Banana Boat Song) (com Samantha Schmutz)                                                | Irving Burgie William Attaway Versão: Vanessa Alves                                      | 3:06    |  |
| 11.            | "Frei João" (Frère Jacques) (com Leandro Hassum (no Audiovisual))                                                      | Tradicional Versão: Vanessa Alves e Rafael Sperling                                      | 2:06    |  |
| 12.            | "A Primavera" (Harugakita)                                                                                             | M Cook J Fatt A Field G Page D Lindsay T Okano Versão: Vanessa Alves e Leonardo Sperling | 3:11    |  |
| 13.            | "Um Novo Lugar" (com Klara Castanho)                                                                                   | Vanessa Alves Maurício Gaetani                                                           | 4:01    |  |
| 14.            | "Da Cor do Amor" | César Lemos Karla Aponte                                                                 | 3:05    |  |
| Duração total: | Duração total: | Duração total:                                                                           | 43:37   |  |

| DVD            | | |         |  |
| N.º            | Título | Compositor(es) | Duração |  |
| 1.             | "Introdução" | | 37      |  |
| 2.             | "Além das Estrelas" | Vanessa Alves Leonardo Sperling | 3:08    |  |
| 3.             | "Passagem (Etêzinha Rosa/Vamos à África do Sul)"                                                                       | | 2:50    |  |
| 4.             | "Quem Dorme é o Leão" (The Lion Sleeps Tonight)                                                                        | George Weiss Hugo Peretti Luigi Creatore Linda Solomon Adaptação por Vanessa Alves | 3:28    |  |
| 5.             | "Passagem (Vamos a Portugal)"                                                                                          | | 0:40    |  |
| 6.             | "Tiro Liro" (Tiro Liro (cantada por Restart))                                                                          | Tradicional Adaptação por Vanessa Alves | 2:58    |  |
| 7.             | "Passagem (Vamos ao México)"                                                                                           | | 0:48    |  |
| 8.             | "Dona Barata" (La Cucaracha)                                                                                           | M Cook J Fatt A Field G Page F Moguel Sr. Adaptação por Vanessa Alves e Leonardo Sperling | 2:10    |  |
| 9.             | "Passagem (Vamos aos Estados Unidos)"                                                                                  | | 0:50    |  |
| 10.            | "Oh, Susanna Não Chores!" (Oh, Susanna! (com Nelson Freitas))                                                          | Foster Adaptação por Vanessa Alves e Leonardo Sperling | 3:18    |  |
| 11.            | "Passagem (Vamos a Angola)"                                                                                            | | 0:30    |  |
| 12.            | "Sabonete, Sabão" (com Higino da Cunha e Yuri da Cunha)                                                                | Yuri da Cunha | 3:54    |  |
| 13.            | "Passagem (Vamos à Itália)"                                                                                            | | 0:45    |  |
| 14.            | "Funiculì, Funiculá" (Funiculì, Funiculá (com Família Lima))                                                           | Luigi Denza Adaptação por Vanessa Alves | 3:18    |  |
| 15.            | "Passagem (Vamos à Jamaica)"                                                                                           | | 0:47    |  |
| 16.            | "Cacho de Bananas" (Day-O (The Banana Boat Song) (com Samantha Schmutz))                                               | Irving Burgie William Attaway Versão: Vanessa Alves | 3:11    |  |
| 17.            | "Passagem (Vamos a Israel)"                                                                                            | | 1:17    |  |
| 18.            | "Hava Nagila" (Hava Nagila)                                                                                            | Tradicional Adaptação por Vanessa Alves e Leonardo Sperling | 2:54    |  |
| 19.            | "Passagem (Vamos ao Japão)"                                                                                            | | 0:42    |  |
| 20.            | "A Primavera" (Harugakita)                                                                                             | M Cook J Fatt A Field G Page D Lindsay T Okano Adaptação por Vanessa Alves e Leonardo Sperling | 3:16    |  |
| 21.            | "Passagem (Vamos à França)"                                                                                            | | 0:35    |  |
| 22.            | "Frei João" (Frère Jacques) (com Leandro Hassum)                                                                       | Tradicional Versão: Vanessa Alves e Rafael Sperling | 2:11    |  |
| 23.            | "Passagem (Vamos ao Brasil)"                                                                                           | | 0:56    |  |
| 24.            | "Pot-Pourri Brasil: Brasileirinho / O Trem Maluco / Aquarela do Brasil / Janelinha / Cidade Maravilhosa / Sapo Cururu" | Waldir Azevedo em "Brasileirinho" D. P. Adaptação por Vanessa Alves e Ary Sperling em "O Trem Maluco" Ary Barroso em "Aquarela do Brasil" D. P. Adaptação por Vanessa Alves e Ary Sperling em "Janelinha" André Filho em "Cidade Maravilhosa" D. P. Adaptação por Vanessa Alves e Ary Sperling em "Sapo Cururu" | 3:51    |  |
| 25.            | "Passagem (Mundo)" | | 1:52    |  |
| 26.            | "Um Novo Lugar" (com Klara Castanho)                                                                                   | Vanessa Alves Maurício Gaetani | 4:06    |  |
| 27.            | "Passagem (A volta da Etêzinha Rosa)"                                                                                  | | 2:26    |  |
| 28.            | "Da Cor do Amor" | César Lemos Karla Aponte | 3:10    |  |
| 29.            | "Créditos" (Além das Estrelas (Instrumental))                                                                          | | 2:09    |  |
| Duração total: | Duração total: | Duração total: | 62:32   |  |

## Créditos e equipe
- Direção Geral e Artística: Xuxa Meneghel
- Direção: Paulo de Barros
- Produção: Luiz Cláudio Moreira e Mônica Muniz
- Direção de Produção: Junior Porto
- Produção Musical: Ary Sperling
- Coordenação Musical: Vanessa Alves
- Direção de Fotografia: André Horta
- Concept Design: Juan Díaz e Miguel Lessa
- Cabelo e Maquiagem: Luciene Araújo, Gabriela Besser e Sérgia Maria Lima de Almeida
- Cenografia: Lueli Antunes
- Produção de Arte: Flávia Cristofaro, Guga Feijó
- Design Gráfico: Duda Souza e Rodrigo Lima
- Computação Gráfica: Rodrigo Oliveira e Sérgio Yamasaki
- Coreografias: Wagner Menezes (Fly)
- Figurino: Marcelo Cavalcanti
- Maquiagem: Vavá Torres
- Edição: Tainá Diniz
- Finalização: Bernardo Varela
- Final Cut Pro: Emerson Borges (Burman)
- Mixagem e Masterização: Lillian Stock Bonzi
- Autoração e Programação: Alexandre Pereira e Fábio Pontual
- Menus e Extras: Fausto Villanova e Gabriel Araújo
- Animação 3D e Criação de Telas: Daniel Lins e Alessandro Pires
- Composição e Efeitos: Agson Alessandre e Eliaze Mateus
- Versão de Músicas e Legendas: Guilherme Reis (CD) / Val Andrade (Vídeo) / Luís Cláudio Barbosa (DVD)
- Revisão Ortográfica e Edição de Texto: Helo Lopes

## Vendas e certificações
| Região                                                        | Certificação | Vendas   |
| ------------------------------------------------------------- | ------------ | -------- |
| Brasil (Pro-Música Brasil) DVD                                | 2× Platina   | 100,000* |
| Brasil (Pro-Música Brasil) DVD-Segundo a gravadora Sony Music | 3× Platina   | 150,000* |
| *números de vendas baseados somente na certificação           |              |          |

## Histórico de lançamento
| Região | Data                   | Formato(s)                      | Gravadora         | Referência(s) |
| ------ | ---------------------- | ------------------------------- | ----------------- | ------------- |
| Brasil | 18 de setembro de 2011 | CD DVD Blu-ray download digital | Sony Music Brasil |               |

## Coleção Só Para Baixinhos Vol. 1 a 11
A Coleção XSPB Vol. ao 11 é o segundo box infantil da cantora e apresentadora Xuxa Meneghel, reunindo os álbuns de DVD da série Xuxa só para Baixinhos. Em 2012, essa coleção alcançou a 11ª posição entre os DVDs mais vendidos do ano.

### DVD
- Xuxa só para Baixinhos
(2000)
- Xuxa só para Baixinhos 2
(2001)
- Xuxa só para Baixinhos 3
(2002)
- Xuxa só para Baixinhos 4
(2003)
- Circo
(2004)
- Festa
(2005)
- Xuxa só para Baixinhos 7
(2007)
- XSPB 8
(2008)
- Natal Mágico
(2009)
- XSPB 10: Baixinhos, Bichinhos e +
(2010)
- XSPB 11
(2011)